# Speedway of Nations 2022
Speedway of Nations 2022 – 5. edycja Speedway of Nations – zawodów żużlowych organizowanych przez Międzynarodową Federację Motocyklową. Turniej jest kontynuacją Drużynowych mistrzostw świata organizowanych od 1960 roku. Początkowo zawody miały się odbyć w Esbjergu, jednak z powodu problemów organizacyjnych przeniesiono je do Vojens. W wyniku inwazji na Ukrainę z SoN 2022, jak i z wszystkich innych międzynarodowych rozgrywek żużlowych, została wykluczona reprezentacja Rosyjskiej Federacji Motocyklowej (MFR). 
W przeciwieństwie do poprzednich lat, zorganizowano jeden turniej finałowy zamiast dwóch. Odbył się on 30 lipca 2022 w Vojens, a udział w nim mieli zapewnieni gospodarze – reprezentacja Danii. Złoty medal wywalczyła reprezentacja Australii. 

## Półfinały

### Pierwszy półfinał
- Vojens (Vojens Speedway Center), 27 lipca 2022[3]

Widzów: ok. 700 
Sędzia:  Aleksander Latosiński
Pogrubioną czcionką zaznaczono punkty przyznane w biegu dodatkowym o 3. miejsce.
| Miejsce | Kraj      | Suma | Zawodnicy                                                     | Pkt.        | Pkt bieg.                                 |
| ------- | --------- | ---- | ------------------------------------------------------------- | ----------- | ----------------------------------------- |
| 1.      | Australia | 35   | (1) Jason Doyle (2) Max Fricke (3) Jack Holder                | 6 15 14     | (0,-,4,2,-,-) (-,4,3,-,4,4) (4,2,3,2,3)   |
| 2.      | Finlandia | 34   | (1) Timo Lahti (2) Timi Salonen (3) Jesse Mustonen            | 18 16 –     | (2,2,4,3,4,3) (3,4,3,2,2,2) ns            |
| 3.      | Polska    | 31+7 | (1) Bartosz Zmarzlik (2) Maciej Janowski (3) Patryk Dudek     | 15+3 6 10   | (2,4,3,-,3,3+3) (3,3,-,0,-,-) (4,4,0,2+4) |
| 4.      | Niemcy    | 30+2 | (1) Kai Huckenbeck (2) Norick Blödorn (3) Michael Härtel      | 18+2 12+0 – | (4,4,4,2,0,4+2) (d,3,3,0,3,3+0) ns        |
| 5.      | USA       | 25   | (1) Luke Becker (2) Broc Nicol (3) Dillon Ruml                | 19 6 0      | (3,2,2,4,4,4) (4,0,u,-,2,-) (0,0)         |
| 6.      | Ukraina   | 18   | (1) Marko Lewiszyn (2) Stanisław Mielniczuk (3) Witalij Łysak | 18 0        | (2,3,2,4,3,4) (0,-,0,-,0,-) (0,0,0)       |
| 7.      | Łotwa     | 16   | (1) Francis Gusts (2) Jevgeņijs Kostigovs (3) Oļegs Mihailovs | 2 7         | (0,0,-,2,-,0) (-,-,2,3,0,2) (2,3,0,2)     |

### Drugi półfinał
Początkowo w drugim półfinale miała wziąć udział reprezentacja Słowacji, jednak w wyniku kontuzji odniesionej przez Martina Vaculíka kilka dni przed zawodami, wycofała się.
- Vojens (Vojens Speedway Center), 28 lipca 2022

Widzów: b.d.
Sędzia:  Aleksander Latosiński 
Pogrubioną czcionką zaznaczono punkty przyznane w biegu dodatkowym o 3. miejsce.
| Miejsce | Kraj            | Suma | Zawodnicy                                                     | Pkt.        | Pkt bieg.                             |
| ------- | --------------- | ---- | ------------------------------------------------------------- | ----------- | ------------------------------------- |
| 1.      | Szwecja         | 35   | (1) Fredrik Lindgren (2) Oliver Berntzon (3) Victor Palovaara | 14 21 –     | (2,3,0,4,2,3) (3,4,3,3,4,4) ns        |
| 2.      | Czechy          | 34   | (1) Václav Milík (2) Jan Kvěch (3) Petr Chlupáč               | 19 15 –     | (4,2,4,4,2,3) (3,3,2,3,4,0) ns        |
| 3.      | Wielka Brytania | 31+7 | (1) Tai Woffinden (2) Robert Lambert (3) Daniel Bewley        | 19+3 6 +4   | (0,3,4,4,4,4+3) (2,2,2,-,t,-) (3,3+4) |
| 4.      | Francja         | 32+2 | (1) Dimitri Bergé (2) David Bellego (3) Mathieu Trésarrieu    | 19+2 13+0 – | (4,0,3,4,4,4+2) (0,4,0,3,3,3+0) ns    |
| 5.      | Słowenia        | 22   | (1) Matic Ivačič (2) Nick Skorja (3) Anže Grmek               | 17 3 2      | (4,4,3,2,2,2) (0,3,-,0,d,-) (2,0)     |
| 6.      | Norwegia        | 17   | (1) Glenn Moi (2) Espen Sola (3) Lasse Fredriksen             | 0 11 6      | (-,0,u,0,-,-) (2,2,2,-,3,2) (3,2,2,0) |
| 7.      | Włochy          | 17   | (1) Michele Paco Castagna (2) Daniele Tessari                 | 17 0        | (4,2,4,2,3,2) (w,t,0,0,0,0)           |

## Finał
- Vojens (Vojens Speedway Center), 30 lipca 2022

Widzów: b.d.
Sędzia:  Aleksander Latosiński 
Pogrubioną czcionką zaznaczono punkty zdobyte w biegu finałowym.
| Miejsce | Kraj            | Suma   | Zawodnicy                                                     | Pkt.            | Pkt bieg.                                         |
| ------- | --------------- | ------ | ------------------------------------------------------------- | --------------- | ------------------------------------------------- |
| 1.      | Australia       | 30+6+7 | (1) Jason Doyle (2) Max Fricke (3) Jack Holder                | 0 11+2+3 19+4+4 | (-,-,-,-,-,-) (0,3,3,0,3,2+2+3) (3,2,4,3,4,3+4+4) |
| 2.      | Wielka Brytania | 32+2   | (1) Daniel Bewley (2) Robert Lambert                          | 14+2 18+0       | (4,0,0,4,2,4+2) (3,4,4,2,3,2+0)                   |
| 3.      | Szwecja         | 30+3   | (1) Fredrik Lindgren (2) Oliver Berntzon (3) Victor Palovaara | 10+3 20+w –     | (2,0,0,4,4,0+3) (4,4,4,2,3,3+w) ns                |
| 4.      | Dania           | 28     | (1) Leon Madsen (2) Mikkel Michelsen (3) Anders Thomsen       | 15 13+w –       | (3,3,3,4,2,w) (2,4,2,2,0,3) ns                    |
| 5.      | Czechy          | 27     | (1) Václav Milík (2) Jan Kvěch (3) Petr Chlupáč               | 18 9 –          | (4,2,4,2,2,4) (0,3,3,3,0,0) ns                    |
| 6.      | Polska          | 26     | (1) Bartosz Zmarzlik (2) Patryk Dudek (3) Maciej Janowski     | 20 2 4          | (4,3,2,3,4,4) (0,2,0,-,-,-) (0,2,2)               |
| 7.      | Finlandia       | 16     | (1) Timo Lahti (2) Timi Salonen (3) Jesse Mustonen            | 14 0 2          | (2,2,0,3,3,4) (w,-,-,-,-,-) (0,2,w,0,0)           |